# كارلوس إدواردو (لاعب كرة قدم، مواليد 1989)
كارلوس إدواردو دي أوليفيرا ألفيس (بالبرتغالية: Carlos Eduardo de Oliveira Alves؛ مواليد 17 أكتوبر 1989) والمعروف بـ كارلوس إدواردو. هو لاعب كرة قدم برازيلي. يلعب مع بوتافوغو ريغاتاس .
بدأ إدواردو مسيرته في الفئات السنية مع نادي ساو بينتو البرازيلي عام 2006 فيما مثل عدد من الأندية البرازيلية والأوروبية خلال مسيرته أبرزها فلومينينسي وغريميو البرازيليين وبورتو البرتغالي ونيس الفرنسي. وفي 4 يوليو 2015 أعلنت إدارة نادي الهلال السعودي عن تعاقدها معه لمدة ثلاث سنوات بصفقة وصلت إلى سبعة ملايين يورو.

## مسيرته الكروية

### بدياته المبكرة / إشتوريل
ولد كارلوس إدواردو في ريبيراو بريتو، ساو باولو، ولعب مع ثلاث أندية في فترة الشباب. بدأ مسيرته الاحترافية مع ديسبورتيفو برازيل، الذي أعاره عدة مرات طوال مدة عقده؛ في الدوري البرازيلي كان يمثل فلومينينسي وجريميو، ولكن شارك فقط في 24 مباراة مع الفريقين.
انتقل كارلوس إدواردو إلى البرتغال في يناير 2011، حيث تم إعارته إلى الفريق الثاني لنادي إشتوريل برايا. ولعب 23 مباراة وسجل هدف واحد في أول موسم له، ليساعد فريقه بالفوز في الدوري والعودة إلى الدوري الممتاز بعد غياب لمدة سبع سنوات.
شارك كارلوس إدواردو لأول مرة في الدوري البرتغالي الممتاز في 17 أغسطس 2012، ودخل كبديل عند الدقيقة 60 في المباراة التي خسرها فيريقه بنتيجة 1–2 ضد أوليانينسي. ناسيونال – بعد نهاية البطولة احتل فريقه المركز الخامس والمؤهل إلى الدوري الأوروبي.

### بورتو
في صيف 2013 كارلوس إدواردو وقع مع نادي برتغالي آخر، وهو بورتو، بالتناوب بين الفريق الأساسي والاحتياط في السنة الأولى له. في الفترة 2014–15، تمت إعارته إلى نادي نيس الفرنسي.
في 26 أكتوبر 2014 سجل كارلوس إدواردو عشر أهداف مع نيس في المباراة التي انتصر فيها فريقة بنتيجة 7–2 ضد نادي غانغون، حيث سجل هاتريك في الشوط الأول فقط.

### الهلال
في صيف عام 2015، انضم كارلوس إدواردو إلى نادي الهلال. في أول مباراة له مع النادي السعودي، في 12 أغسطس 2015، سجل هدف الفوز الوحيد ضد النصر في كأس السوبر السعودي 2015 على ملعب لوفتس رود. في أواخر الشهر، في مباراتين تفصل بينهما أربعة أيام، ساعد ناديه في هزيمة لخويا (4–1 فوز على الأرض، في دوري أبطال آسيا) و الفتح (2–1، خارج الأرض) وكان حاسم بتسجيلة ثلاث أهداف في ثلاث مباريات. وكان هداف الهلال في دوري المحترفين السعودي 2015–16.
في 15 أغسطس 2017، سجل كارلوس إدواردو هدفين في المباراة المثيرة التي انتهت بفوز فريقه بنتيجة 4–3 على نادي التعاون. في ذهاب نهائي دوري أبطال آسيا 2017 تعرض إدواردو إلى قطع في الرباط الصليبي الأمامي أجرى على إثرها عملية الرباط الصليبي في البرازيل ثم عاد بعد 7 أشهرمن التأهيل للعب مع ناديه.
في أول مباراة رسمية له لموسم 2018–19، سجل وصنع هدفي الفوز 2–1 على الاتحاد في كأس السوبر السعودي. ليتّوج فريقه بلقب كأس السوبر للمرة الثانية في تاريخه.
أصبح إدواردو الهداف التاريخي للاعبي الهلال الأجانب، حيث استطاع الوصل لهدفه رقم 61 بعد تسجيله هدفين في مرمى الفيحاء في الدوري السعودي ضمن الجولة 17، متغلبًا على اللاعب البرازيلي السابق تياغو نيفيز الذي أحرز 59 هدفًا خلال مسيرته مع الهلال. يُذكر أن إدواردو لعب 109 مباراة سجل خلالها 61 هدفًا وصنع 20 هدفًا.
في 25 أغسطس 2020، أعلن نادي الهلال عن انهاء عقد ادواردو وانتقال للعب مع نادي شباب أهلي دبي.

### نادي شباب الأهلي
انضم إلى نادي شباب الأهلي في صيف عام 2020 بعد انتهاء عقده مع الهلال.

## الإنجازات

### النادي
إشتوريل برايا
- دوري الدرجة الثانية البرتغالي: 2011–12

 الهلال
- كأس السوبر السعودي: 2015،[18] 2018[19]
- كأس ولي العهد السعودي: 2015–16[20][21]
- دوري المحترفين السعودي: 2016–17،[22] 2017–18[23] ، 2019–20 (3 ألقاب دوري)
- كأس خادم الحرمين الشريفين: 2017[24]
- دوري أبطال آسيا: 2019؛[25] الوصيف 2017[26]

إنجازاته الفردية مع الهلال
- سجل هدف الفوز على نادي النصر في كأس السوبر السعودي 2015.
- سجل هدفين في أول مباراه اسيويه له في دوري ابطال اسيا.
- حقق جائزة أفضل لاعب في شهر أغسطس لدوري عبداللطيف جميل 2015–16.
- سجل هاتريك في ربع نهائي دوري أبطال آسيا 2017 على نادي العين الإماراتي.
- الهداف التاريخي للهلال من اللاعبين الأجانب.[15]
- ثالث أفضل لاعب في كأس العالم للاندية 2019 .
- اللاعب الأجنبي الوحيد الذي سجل في جميع البطولات المحلية والدولية التي خاضها نادي الهلال.[27]

## وصلات خارجية
- كارلوس إدواردو على موقع thefinalball.com84459
- كارلوس إدواردو دي أوليفيرا ألفيس على موقع قاعدة بيانات كرة القدم.إي يو (الإنجليزية)
- كارلوس إدواردو دي أوليفيرا ألفيس على موقع Soccerway.com (الإنجليزية)
- كارلوس إدواردو دي أوليفيرا ألفيس على موقع عالم كرة القدم.نت (الإنجليزية)
- كارلوس إدواردو دي أوليفيرا ألفيس على موقع AS.com (الإسبانية)